# (29803) Michaelshao
(29803) Michaelshao est un astéroïde de la ceinture principale d'astéroïdes.

## Description
(29803) Michaelshao est un astéroïde de la ceinture principale d'astéroïdes. Il fut découvert le 10 février 1999 à Socorro (Nouveau-Mexique) par le projet LINEAR. Il présente une orbite caractérisée par un demi-grand axe de 2,58 UA, une excentricité de 0,13 et une inclinaison de 1,3° par rapport à l'écliptique.

## Compléments